# Ariel Behar
Ariel Behar (Montevideo, 12 novembre 1989) è un tennista uruguaiano.
Specialista del doppio, vanta tre titoli nel circuito maggiore e diversi altri nei circuiti minori e ha raggiunto il 34º posto del ranking ATP nel maggio 2024. Dal 2009 fa parte della squadra uruguaiana di Coppa Davis.

## Carriera
Ha ottenuto i maggiori successi assieme a Gonzalo Escobar, con cui ha vinto tre titoli ATP a Delray Beach e Marbella nel 2021 e a Belgrado nel 2022, oltre a vari tornei Challenger. I due hanno anche raggiunto la finale a Buenos Aires, Belgrado e Stoccarda nel 2021 e ad Adelaide e Maiorca nel 2022; Behar ha inoltre raggiunto la finale dell'Argentina Open 2023 con Nicolás Barrientos.  Dal 2015 gioca esclusivamente in doppio.

## Statistiche

### Doppio

#### Vittorie (3)
| Legenda              |
| Grande Slam (0)      |
| ATP Finals (0)       |
| ATP Masters 1000 (0) |
| ATP Tour 500 (0)     |
| ATP Tour 250 (3)     |

| Nº | Data            | Torneo                          | Superficie  | Compagno        | Avversari in finale              | Punteggio              |
| 1. | 13 gennaio 2021 | Delray Beach Open, Delray Beach | Cemento     | Gonzalo Escobar | Christian Harrison Ryan Harrison | 6(5)–7, 7–6(4), [10–4] |
| 2. | 11 aprile 2021  | Andalucia Open, Marbella        | Terra rossa | Gonzalo Escobar | Tomislav Brkić Nikola Ćaćić      | 6–2, 6–4               |
| 3. | 24 aprile 2022  | Serbia Open, Belgrado           | Terra rossa | Gonzalo Escobar | Nikola Mektić Mate Pavić         | 2–6, 6–3, [10–7]       |

#### Finali perse (12)
| Legenda              |
| Grande Slam (0)      |
| ATP Finals (0)       |
| ATP Masters 1000 (1) |
| ATP Tour 500 (2)     |
| ATP Tour 250 (9)     |

| Nº  | Data             | Torneo                                 | Superficie  | Compagno           | Avversari in finale                 | Punteggio              |
| 1.  | 7 marzo 2021     | Argentina Open, Buenos Aires           | Terra rossa | Gonzalo Escobar    | Tomislav Brkić Nikola Ćaćić         | 3–6, 5–7               |
| 2.  | 24 aprile 2021   | Serbia Open, Belgrado                  | Terra rossa | Gonzalo Escobar    | Ivan Sabanov Matej Sabanov          | 3–6, 6(5)–7            |
| 3.  | 12 giugno 2021   | Mercedes Cup, Stoccarda                | Erba        | Gonzalo Escobar    | Marcelo Demoliner Santiago González | 6–4, 3–6, [8–10]       |
| 4.  | 15 gennaio 2022  | Adelaide International II, Adelaide    | Cemento     | Gonzalo Escobar    | Wesley Koolhof Neal Skupski         | 4–6, 4–6               |
| 5.  | 25 giugno 2022   | Mallorca Championships, Calvià         | Erba        | Gonzalo Escobar    | Rafael Matos David Vega Hernández   | 6(5)–7, 7–6(6), [1–10] |
| 6.  | 19 febbraio 2023 | Argentina Open, Buenos Aires (2)       | Terra rossa | Nicolás Barrientos | Simone Bolelli Fabio Fognini        | 2–6, 4–6               |
| 7.  | 22 ottobre 2023  | European Open, Anversa                 | Cemento (i) | Adam Pavlásek      | Petros Tsitsipas Stefanos Tsitsipas | 7–6(5), 4–6, [8–10]    |
| 8.  | 4 maggio 2024    | Madrid Open, Madrid                    | Terra rossa | Adam Pavlásek      | Sebastian Korda Jordan Thompson     | 3–6, 6(7)–7            |
| 9.  | 1 ottobre 2024   | Japan Open Tennis Championships, Tokyo | Cemento     | Robert Galloway    | Julian Cash Lloyd Glasspool         | 4–6, 6–4, [10–12]      |
| 10. | 9 febbraio 2025  | Dallas Open, Dallas                    | Cemento (i) | Robert Galloway    | Christian Harrison Evan King        | 6(4)–7, 6(4)–7         |
| 11. | 25 maggio 2025   | Geneva Open, Ginevra                   | Terra rossa | Joran Vliegen      | Sadio Doumbia Fabien Reboul         | 7–6(4), 4–6, [9–11]    |
| 12. | 27 giugno 2025   | Eastbourne Open, Eastbourne            | Erba        | Joran Vliegen      | Julian Cash Lloyd Glasspool         | 6–4, 7–6(5)            |

### Tornei minori

#### Doppio

##### Vittorie (30)
| Legenda tornei minori |
| Challenger (26)       |
| Futures (4)           |

## Risultati in progressione
| Sigla | Risultato               |
| ----- | ----------------------- |
| V     | Vincitore               |
| F     | Finalista               |
| SF    | Semifinalista           |
| O     | Oro olimpico            |
| A     | Argento olimpico        |
| SF    | Bronzo olimpico         |
| QF    | Quarti di Finale        |
| 4T    | Quarto turno            |
| 3T    | Terzo turno             |
| 2T    | Secondo turno           |
| 1T    | Primo turno             |
| RR    | Round Robin             |
| LQ    | Turno di qualificazione |
| A     | Assente                 |
| ND    | Non disputato           |

| Legenda superfici    |
| -------------------- |
| Cemento              |
| Terra battuta        |
| Erba                 |
| Superficie variabile |

### Doppio
| Torneo                     | 2016 | 2017 | 2018 | 2019 | 2020 | 2021 | 2022 | 2023 | 2024 | 2025 | V–S   |
| Tornei Grande Slam         |      |      |      |      |      |      |      |      |      |      |       |
| Australian Open, Melbourne | A    | A    | A    | A    | 1T   | 1T   | 3T   | 2T   | QF   | 3T   | 8–6   |
| Open di Francia, Parigi    | A    | A    | A    | A    | 1T   | 1T   | 2T   | 2T   | 1T   |      | 2–5   |
| Wimbledon, Londra          | Q2   | 1T   | Q2   | A    | ND   | 3T   | 1T   | QF   | 1T   |      | 5–5   |
| US Open, New York          | A    | A    | A    | A    | A    | 1T   | 3T   | 2T   | 1T   |      | 3–4   |
| Vittorie–Sconfitte         | 0–0  | 0–1  | 0–0  | 0–0  | 0–2  | 2–4  | 5–4  | 6–4  | 3–4  | 2–1  | 18–20 |